# Shkodra Elektronike
Shkodra Elektronike is een Albanees muzikaal duo.

## Biografie
Shkodra Elektronike werd in 2019 opgericht door Kolë Laca en Beatriçe Gjergji. In 2024 nam Shkodra Elektronike deel aan de Festivali i Këngës. Met het nummer Zjerm won het duo de finale, waardoor het Albanië mocht vertegenwoordigen op het Eurovisiesongfestival 2025 in Bazel, Zwitserland. Aldaar eindigde het duo op de achtste plek in de finale, het beste Albanese resultaat sinds 2012.
2004: Anjeza Shahini · 
2005: Ledina Çelo · 
2006: Luiz Ejlli · 
2007: Aida & Frederik Ndoci · 
2008: Olta Boka · 
2009: Kejsi Tola · 
2010: Juliana Pasha · 
2011: Aurela Gaçe · 
2012: Rona Nishliu · 
2013: Adrian Lulgjuraj & Bledar Sejko · 
2014: Hersjana Matmuja · 
2015: Elhaida Dani · 
2016: Eneda Tarifa · 
2017: Lindita · 
2018: Eugent Bushpepa · 
2019: Jonida Maliqi · 
2021: Anxhela Peristeri · 
2022: Ronela Hajati · 
2023: Albina & Familja Kelmendi · 
2024: Besa · 
2025: Shkodra Elektronike